# Kowale (Łódź)
Pour les articles homonymes, voir Kowale.
Kowale est une localité polonaise de la gmina et du powiat de Sieradz en voïvodie de Łódź.